# Engdener Wüste
Engdener Wüste este o arie protejată (arie de protecție specială avifaunistică — SPA) din Germania întinsă pe o suprafață de 1.006 ha, integral pe uscat.

## Localizare
Centrul sitului Engdener Wüste este situat la coordonatele 52°26′10″N 7°11′36″E / 52.4361°N 7.1933°E.

## Înființare
Situl Engdener Wüste a fost declarat arie de protecție specială avifaunistică în iunie 2001 pentru a proteja 8 specii de animale.

## Biodiversitate
Situată în ecoregiunea atlantică, aria protejată nu include niciun habitat protejat.
La baza desemnării sitului se află mai multe specii protejate de  păsări (8): ciocârlie-de-câmp (Alauda arvensis), caprimulg (Caprimulgus europaeus), prepeliță (Coturnix coturnix), sfrâncioc roșiatic (Lanius collurio), ciocârlie de pădure (Lullula arborea), Numenius arquata arquata, codroșul de pădure (Phoenicurus phoenicurus), mărăcinar negru (Saxicola torquatus).